# Mohammed Chaouch
Mohammed Chaouch (n. Aklim, Marruecos, 12 de diciembre de 1966) es un exfutbolista marroquí, que jugaba de delantero y militó en diversos clubes de Marruecos, Francia y Chipre.

## Clubes
| Club                   | País      | Año         |
| ---------------------- | --------- | ----------- |
| Renaissance de Berkane | Marruecos | 1983 - 1985 |
| Kawkab de Marrakech    | Marruecos | 1985 - 1988 |
| Saint-Étienne          | Francia   | 1988 - 1990 |
| FC Istres              | Francia   | 1990 - 1992 |
| FC Metz                | Francia   | 1992 - 1993 |
| OGC Niza               | Francia   | 1993 - 1997 |
| Laval                  | Francia   | 1997 - 1999 |
| APOEL Nicosia          | Chipre    | 1999 - 2000 |

## Selección nacional
Chaouch jugó 71 partidos internacionales, para la selección nacional marroquí y anotó 12 goles. Participó en una sola Copa del Mundo FIFA, que fue en la edición de Estados Unidos 1994, donde la selección marroquí, fue eliminada de ese mundial en la primera fase, siendo último de su grupo, al no sumar un solo punto. Eso sí, Chaouch convirtió solo un gol en ese mundial y fue en la derrota de su selección por 2-1, ante su similar de Arabia Saudita.

## Participaciones en Copas del Mundo
| Mundial                        | Sede           | Resultado    |
| ------------------------------ | -------------- | ------------ |
| Copa Mundial de Fútbol de 1994 | Estados Unidos | Primera fase |